# Vườn quốc gia Torndirrup
Vườn quốc gia Torndirrup là một vườn quốc gia ở Tây Úc, Úc, cự ly 400 kilômét (249 mi) về phía đông nam Perth và qua xa lộ Frenchman Bay có khoảng cách 10 km (6,2 mi) về phía nam Albany.
Vườn quốc gia Torndirrup có nhiều thành hệ đá ấn tượng trên bờ biển. Chúng bao gồm Gap, Natural Bridge và Blowholes tất cả đều được tạo hình từ granit địa phương. Công viên nằm dọc theo bờ biển về phía tây của King George Sound và bao gồm một loạt các vách đá, những con hải lưu, lỗ hổng, bãi biển và bán đảo.

## Lịch sử

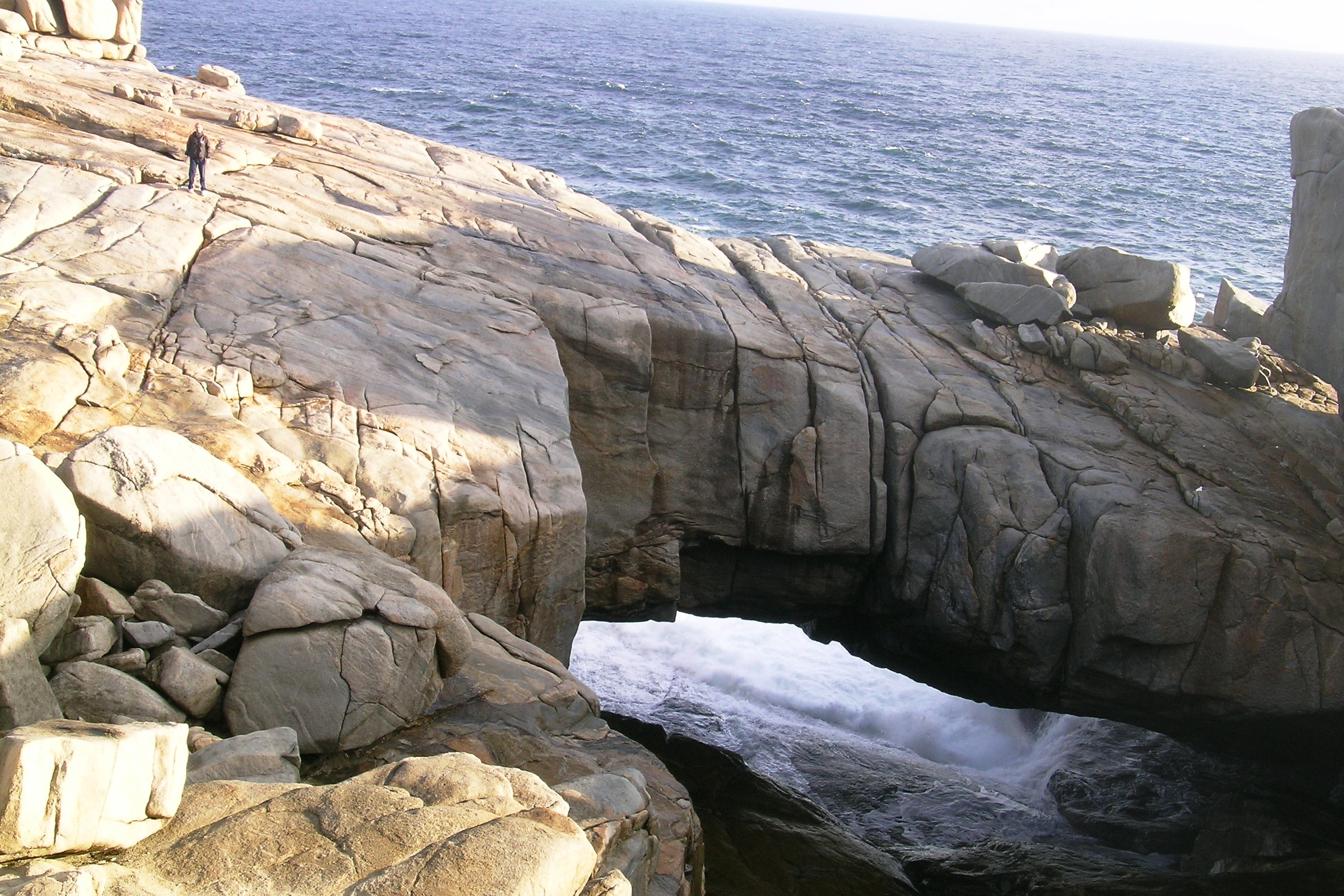
Natural Bridge (Cầu Tự nhiên)

Khu vực này bao gồm ba loại đá chính, một trong số đó là gneiss. Lâu đời nhất trong số này được hình thành từ 1300-1600 triệu năm trước. Loại đá này có thể được nhìn thấy dọc theo các vách đá của Gap. Các đá granite được hình thành sau đó khi tấm Úc va chạm với Mảng Nam Cực 1160 triệu năm trước vì đá nóng chảy lên bề mặt. Những đá granit này có thể nhìn thấy được ở các đỉnh trên đỉnh Stony Hill.
Vườn quốc gia được công bố vào năm 1918, một trong những công trình đầu tiên ở Tây Úc. Nó được đặt tên vào năm 1969 với cái tên của một gia tộc bản địa Úc sống trong khu vực. Người kiểm lâm đầu tiên được bổ nhiệm vào năm 1973. Đây là vườn quốc gia thường được du khách ghé thăm nhất ở Tây Úc, with approximately 250,000 visitors per annum. với khoảng 250.000 du khách mỗi năm.
Trong năm 2010, một vụ cháy rừng lớn đã xảy ra trên diện tích 700 hecta (1.730 mẫu Anh) trong khu vực và gây ra việc đóng cửa con đường Frenchman Bay cách biệt khách du lịch và cư dân của khu vực. Vào năm 2015, một ngọn lửa khác đã đốt cháy được 616 hecta bụi đất giữa Stony Hill và Blowholes bao gồm phá hủy các quần thể quan trọng của loài Banksia verticillata đang bị đe dọa nghiêm trọng.